# 26654 Ericjohnson
26654 Ericjohnson este o planetă minoră (asteroid), cu un diametru de 4,622 km, din centura de asteroizi. A fost descoperită pe 5 septembrie 2000 la Stația Anderson Mesa de Lowell Observatory Near-Earth-Object Search. 
Obiectul prezintă o orbită caracterizată de o semiaxă mare de 2,5629531 UAi, o excentricitate de 0,13, o înclinație de 11,90234 ° în raport cu ecliptica.